# Руза (приток Касни)
Руза — река в Смоленской области России.
Протекает по территории Вяземского и Гагаринского районов. Исток — севернее села Туманово, впадает в реку Касню в 83 км от её устья по правому берегу. Длина реки составляет 19 км, площадь водосборного бассейна — 63,6 км².
На берегу реки расположена деревня Вятское Серго-Ивановского сельского поселения.

## Данные водного реестра
По данным государственного водного реестра России относится к Верхневолжскому бассейновому округу, водохозяйственный участок реки — Вазуза от истока до Зубцовского гидроузла, без реки Яуза до Кармановского гидроузла, речной подбассейн реки — бассейны притоков (Верхней) Волги до Рыбинского водохранилища. Речной бассейн реки — (Верхняя) Волга до Куйбышевского водохранилища (без бассейна Оки).
По данным геоинформационной системы водохозяйственного районирования территории РФ, подготовленной Федеральным агентством водных ресурсов:
- Код водного объекта в государственном водном реестре — 08010100312110000001029
- Код по гидрологической изученности (ГИ) — 110000102
- Код бассейна — 08.01.01.003
- Номер тома по ГИ — 10
- Выпуск по ГИ — 0